# Maria Hill
Chỉ huy Maria Hill là nhân vật siêu anh hùng hư cấu xuất hiện trong sách truyện tranh Mỹ, được phát hành bởi Marvel Comics. Là một cựu giám đốc của tổ chức S.H.I.E.L.D., cô xuất hiện trong nhiều cốt truyện khác nhau có sự góp mặt của nhóm Avengers hoặc những thành viên của nhóm đó. Cô góp mặt trong series"Civil War"và"Secret Invasion"cuối thập niên 2000, và series phát hành hàng tháng"Iron Man", trong đó cô là một nhân vật phụ nổi bật trong các cốt truyện"Dark Reign"và"Stark Disassembled".

## Lịch sử xuất bản
Maria Hill lần đầu tiên xuất hiện trong The New Avengers #4 (tháng 3 năm 2005), và được tạo bởi Brian Michael Bendis và David Finch.
Hill xuất hiện như một nhân vật phụ trong series Avengers 2010-2013, từ ấn bản #1 (tháng 7 năm 2010) tới ấn bản cuối cùng, ấn bản #34 (tháng 1 năm 2013), nhưng chỉ xuất hiện lẻ tẻ sau khi một nửa đầu trong số các ấn bản đó được bán ra.
Từ năm 2014, Maria Hill là một nhân vật xuất hiện đều đặn trong Black Widow và Secret Avengers.

## Tiểu sử nhân vật
Hill, sinh ra ở Chicago, gia nhập Quân đội Hoa Kỳ và sau đó trở thành một đặc vụ của tổ chức S.H.I.E.L.D.
Nhóm Avengers nghi ngờ Hill đồng lõa trong các tội ác khác nhau, nhưng thiếu chứng cớ để chứng minh cô ấy làm những chuyện đó. Cùng thời điểm đó, Hill nghi ngờ sự hóa thân gần nhất của nhóm Avengers là chứa chấp một chương trình nghị sự bất hợp pháp kết nối với việc"House of M". Cô ấy bắt cóc Spider-Man và Vision để tra hỏi họ về vấn đề đó.
Cô ấy nhận được sự tôn trọng của Iron Man khi cô phớt lờ mệnh lệnh của tổng thống Mỹ là đánh bom hạt nhân một hòn đảo trong khi nhóm Avengers đang ở trên đó.

## Ngoài truyện tranh
Cobie Smulders thủ vai Maria Hill trong các bộ phim của Vũ trụ Điện ảnh Marvel: Biệt đội siêu anh hùng (2012), Captain America 2: Chiến binh mùa đông (2014), Avengers: Đế chế Ultron (2015), Avengers: Cuộc chiến vô cực (2018), Avengers: Hồi kết (2019), Người Nhện: xa nhà (2019) và series phim truyền hình Agents of S.H.I.E.L.D..